# 鞭蝽
鞭蝽（学名：Cryptostemma digitum）为鞭蝽科鞭蝽屬下的一个种。